# Compsibidion orpa
Compsibidion orpa är en skalbaggsart som först beskrevs av White 1855.  Compsibidion orpa ingår i släktet Compsibidion och familjen långhorningar. Inga underarter finns listade i Catalogue of Life.